# Готель «Адлон»
Готель «Адлон Кемпінські» (нім. Hotel Adlon Kempinski) - готель в центрі Берліна, один з найзнаменитіших готелів Німеччини. Розташований в історичному районі Доротеенштадт на бульварі Унтер-ден-Лінден поблизу Бранденбурзьких воріт. Сучасна будівля готелю прийнята в експлуатацію 23 серпня 1997 року. Сучасний готель успадкував традиції історичного готелю «Адлон», що з'явився у 1907 році та вигорів у 1945 році.